# Dankaur
Dankaur là một thị xã và là một nagar panchayat của quận Gautam Buddha Nagar thuộc bang Uttar Pradesh, Ấn Độ.

## Địa lý
Dankaur có vị trí 28°21′B 77°33′Đ / 28,35°B 77,55°Đ Nó có độ cao trung bình là 194 mét (636 feet).

## Nhân khẩu
Theo điều tra dân số năm 2001 của Ấn Độ, Dankaur có dân số 11.982 người. Phái nam chiếm 54% tổng số dân và phái nữ chiếm 46%. Dankaur có tỷ lệ 57% biết đọc biết viết, thấp hơn tỷ lệ trung bình toàn quốc là 59,5%: tỷ lệ cho phái nam là 67%, và tỷ lệ cho phái nữ là 47%. Tại Dankaur, 16% dân số nhỏ hơn 6 tuổi.